# Урмарал
Урмарал — село в Бакай-Атинском районе Таласской области Кыргызстана. Входит в состав Акназаровского аильного округа. Код СОАТЕ — 41707 220 826 05 0.

## Население
По данным переписи 2009 года, в селе проживало 460 человек.